# イティミ・ディクソン
イティミ・ディクソン・エデレフェ（英語: Itimi Dickson Edherefe）は、ナイジェリア・ラゴス出身のシンガポールの元サッカー選手。元シンガポール代表。ポジションはMFまたはFW。

## クラブ歴
2001年にジュロンFCでプロデビュー。しかし同年にホーム・ユナイテッドのハルン・ジュマアトを殴った事により3ヶ月の出場停止及び1000シンガポール・ドルの罰金処分となった。この事件によって選手兼監督のヴァラダラジュ・スンドラモールシーから冷遇される事となり翌2002年にウッドランド・ウェリントンFCに移籍した。その後はヤング・ライオンズでも活躍し、同チーム在籍中の2004年8月末日にアグー・カスミルに次いで五人目の帰化選手となった。
2007年には隣国インドネシアのプルシタラ・ジャカルタ・ウタラに移籍したものの、同チームでの活躍は出来ず、2009年にSリーグに復帰しホーム・ユナイテッドに加入した。ゲイラン・ユナイテッドFCを経て2011年には再びインドネシアに渡りプルシダフォン・ダフォンソロに加入した。以降Sリーグに戻る事はなく、帰国して以降はシンガポール・レクレーション・クラブに在籍した。

## 代表歴
速さと攻撃への積極性を持つ選手で、代表の中盤として多岐に渡る目覚ましい才能を発揮した。
ナイジェリア出身の彼であったが、フォーリン・スポーツ・タレント・スキームによって2004年8月末日を以てシンガポールに帰化した。そして同年の2004 タイガーカップに同国代表として出場し、同国の優勝メンバーの一員となった。
シンガポール代表の練習を欠席した事によって、半年間の出場停止となった事もあった。その後、リーグで活躍し、代表にも復帰した。

## 個人成績

### 代表
代表での得点
| # | 日附           | 場所                                 | 対戦相手   | 得点 | 結果 | 大会                          |
| - | -------------- | ------------------------------------ | ---------- | ---- | ---- | ----------------------------- |
|   | 2004年12月15日 | ハイフォン・ラックチャイ・スタジアム | カンボジア | 1–0  | 3-0  | 2004 タイガーカップ           |
|   | 2007年1月15日  | シンガポール                         | ラオス     | 9–0  | 11-0 | 2007 東南アジアサッカー選手権 |

## タイトル

### 代表
シンガポール
- 東南アジアサッカー選手権: 2004, 2007